# Ligron (Sarthe)
Pour les articles homonymes, voir Ligron.
Ligron est une commune française, située dans le département de la Sarthe en région Pays de la Loire, peuplée de 484 habitants.
La commune fait partie de la province historique du Maine, et se situe dans le Haut-Maine (Maine blanc).

## Géographie
La commune de Ligron est située à 12 km au nord de La Flèche et à 30 km au sud-ouest du Mans.
| Courcelles-la-Forêt |                 | La Fontaine-Saint-Martin |
| Bousse              | Ligron          |                          |
|                     | Clermont-Créans | Saint-Jean-de-la-Motte   |

### Climat
Pour des articles plus généraux, voir Climat des Pays de la Loire et Climat de la Sarthe.
En 2010, le climat de la commune est de type climat océanique dégradé des plaines du Centre et du Nord, selon une étude du CNRS s'appuyant sur une série de données couvrant la période 1971-2000. En 2020, Météo-France publie une typologie des climats de la France métropolitaine dans laquelle la commune est exposée à un climat océanique et est dans la région climatique  Moyenne vallée de la Loire, caractérisée par une bonne insolation (1 850 h/an) et un été peu pluvieux. 
Pour la période 1971-2000, la température annuelle moyenne est de 11,3 °C, avec une amplitude thermique annuelle de 14,5 °C. Le cumul annuel moyen de précipitations est de 699 mm, avec 11,9 jours de précipitations en janvier et 6,8 jours en juillet. Pour la période 1991-2020, la température moyenne annuelle observée sur la station météorologique de Météo-France la plus proche, sur la commune de Luché-Pringé à 9 km à vol d'oiseau, est de 12,4 °C et le cumul annuel moyen de précipitations est de 658,2 mm,. Pour l'avenir, les paramètres climatiques de la commune estimés pour 2050 selon différents scénarios d'émission de gaz à effet de serre sont consultables sur un site dédié publié par Météo-France en novembre 2022.

## Urbanisme

### Typologie
Au 1er janvier 2024, Ligron est catégorisée commune rurale à habitat dispersé, selon la nouvelle grille communale de densité à sept niveaux définie par l'Insee en 2022.
Elle est située hors unité urbaine. Par ailleurs la commune fait partie de l'aire d'attraction de La Flèche, dont elle est une commune de la couronne,. Cette aire, qui regroupe 11 communes, est catégorisée dans les aires de moins de 50 000 habitants,.

### Occupation des sols
L'occupation des sols de la commune, telle qu'elle ressort de la base de données européenne d’occupation biophysique des sols Corine Land Cover (CLC), est marquée par l'importance des territoires agricoles (75,9 % en 2018), une proportion sensiblement équivalente à celle de 1990 (76 %). La répartition détaillée en 2018 est la suivante : 
terres arables (54,3 %), forêts (20,2 %), prairies (18,1 %), zones urbanisées (3,9 %), zones agricoles hétérogènes (3,5 %). L'évolution de l’occupation des sols de la commune et de ses infrastructures peut être observée sur les différentes représentations cartographiques du territoire : la carte de Cassini (XVIIIe siècle), la carte d'état-major (1820-1866) et les cartes ou photos aériennes de l'IGN pour la période actuelle (1950 à aujourd'hui).

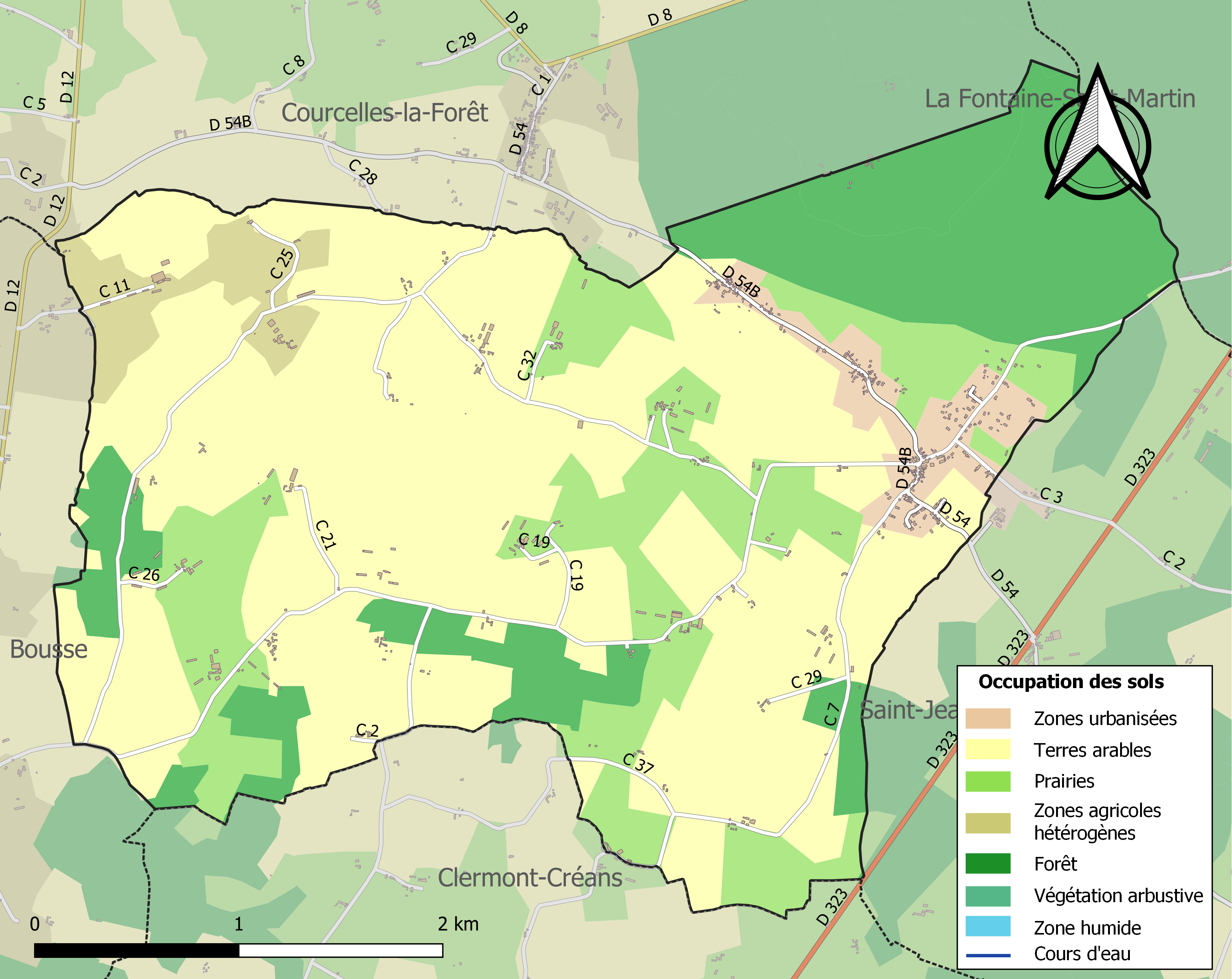
Carte des infrastructures et de l'occupation des sols de la commune en 2018 (CLC).

## Toponymie
Le gentilé est Ligronnais.

## Histoire
En 1159, la commune de Ligron avait sa paroisse jusqu'en 1181 pour devenir la paroisse de Courcelles-la-Forêt. L'église Sainte-Anne a été équipée d'une statue de la Vierge à l'Enfant au XIVe siècle. Depuis, de nombreuses statues ont été installées.

## Politique et administration

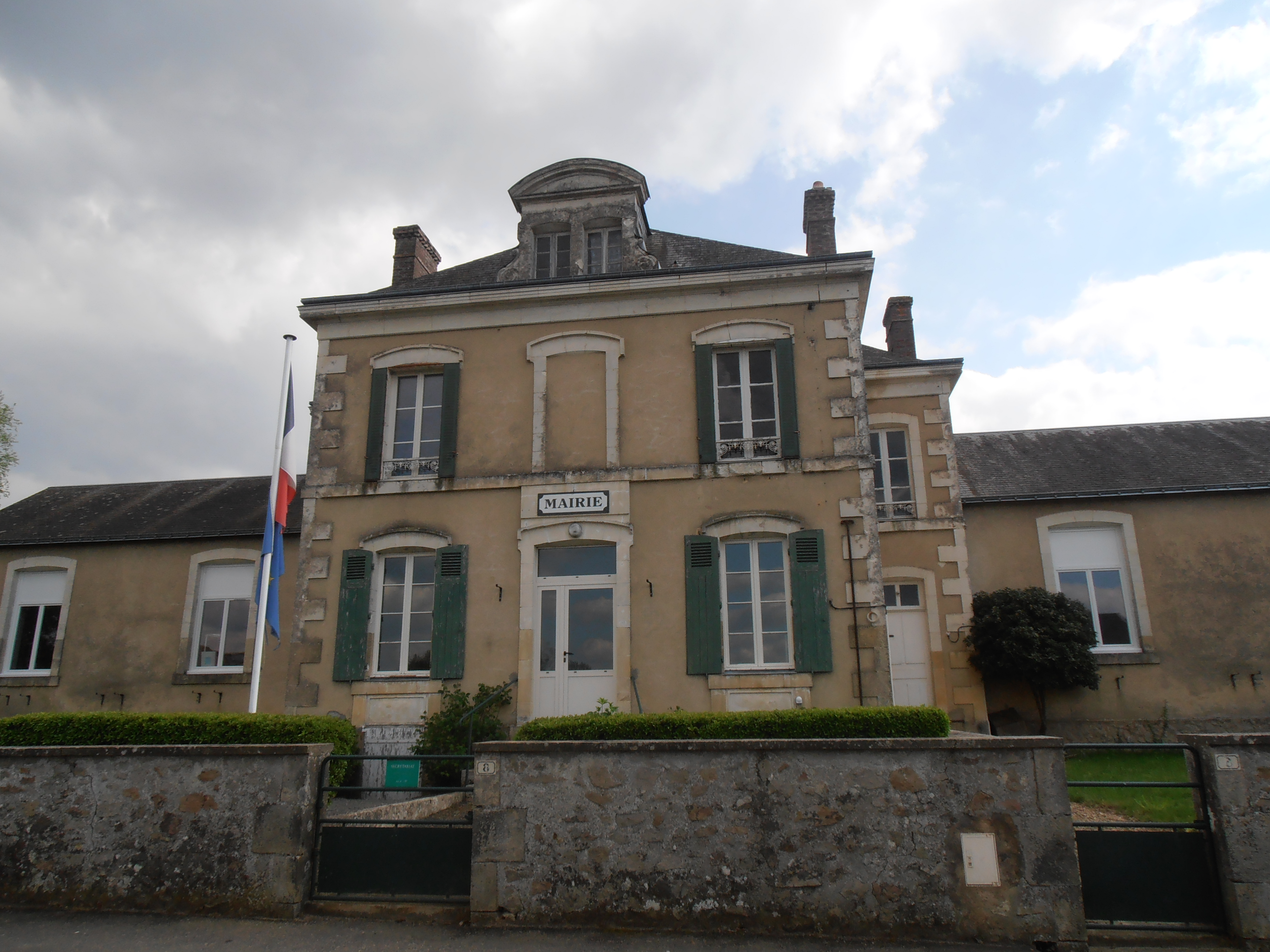
La mairie.

| Période                                  | Période   | Identité              | Étiquette | Qualité                                                          |
| ---------------------------------------- | --------- | --------------------- | --------- | ---------------------------------------------------------------- |
| avant 1988                               | ?         | Gérard Blu            | DVD       | Conseiller général du canton de Malicorne-sur-Sarthe (1981-1994) |
| 1995                                     | mars 2008 | Michel Georget        |           |                                                                  |
| mars 2008                                | mars 2014 | Anne-Christine Gaudin | SE        | Assistante maternelle                                            |
| mars 2014                                | En cours  | Philippe Biaud        | SE        | Responsable maintenance                                          |
| Les données manquantes sont à compléter. |           |                       |           |                                                                  |

## Démographie
L'évolution du nombre d'habitants est connue à travers les recensements de la population effectués dans la commune depuis 1793. Pour les communes de moins de 10 000 habitants, une enquête de recensement portant sur toute la population est réalisée tous les cinq ans, les populations de référence des années intermédiaires étant quant à elles estimées par interpolation ou extrapolation. Pour la commune, le premier recensement exhaustif entrant dans le cadre du nouveau dispositif a été réalisé en 2004.
En 2022, la commune comptait 484 habitants, en évolution de −5,1 % par rapport à 2016 (Sarthe : −0,25 %, France hors Mayotte : +2,11 %).
| 1793 | 1800 | 1806 | 1821 | 1831 | 1836 | 1841  | 1846  | 1851 |
| ---- | ---- | ---- | ---- | ---- | ---- | ----- | ----- | ---- |
| 915  | 761  | 915  | 910  | 957  | 935  | 1 024 | 1 001 | 956  |

| 1856 | 1861 | 1866 | 1872 | 1876 | 1881 | 1886 | 1891 | 1896 |
| ---- | ---- | ---- | ---- | ---- | ---- | ---- | ---- | ---- |
| 922  | 905  | 909  | 892  | 838  | 750  | 730  | 728  | 684  |

| 1901 | 1906 | 1911 | 1921 | 1926 | 1931 | 1936 | 1946 | 1954 |
| ---- | ---- | ---- | ---- | ---- | ---- | ---- | ---- | ---- |
| 680  | 656  | 606  | 607  | 542  | 519  | 530  | 471  | 470  |

| 1962 | 1968 | 1975 | 1982 | 1990 | 1999 | 2004 | 2006 | 2009 |
| ---- | ---- | ---- | ---- | ---- | ---- | ---- | ---- | ---- |
| 480  | 406  | 351  | 337  | 338  | 358  | 432  | 440  | 479  |

| 2014 | 2019 | 2022 | - | - | - | - | - | - |
| ---- | ---- | ---- | - | - | - | - | - | - |
| 505  | 491  | 484  | - | - | - | - | - | - |

## Économie
L'activité économique est d'abord agricole, des exploitations laitières et des élevages de volailles principalement pour le groupement de Loué, ainsi que de la culture.

## Culture locale et patrimoine

### Lieux et monuments
- Église Sainte-Marie-et-Sainte-Anne des XIIe, XVIe et XVIIe siècles. Un texte de 1111 évoque l'église de Sanctam Mariam de Ligron consacrée à la Vierge. Au Moyen Âge, l'église marque l'entrée du bourg. En 1927, les bancs de l'église ont été renouvelés. L'électricité a été apportée en 1935. Le cimetière de la commune a été déplacé en 1863 vers la sortie de la commune près du hameau la Croix. Dans l'église se trouve une terre cuite représentant sainte Barbe. Une plaque funéraire rend hommage à Jacques Dudoigt (1653-1723), membre d'une famille de marchands potiers.
- Manoir de Saint-Laumer, des XIVe, XVe, XVIIe et XIXe siècles.
- Chapelle de Saint-Laumer, désaffectée, des XIIe, XVIe et XIXe siècles.
- Fontaine de Saint-Laumer, aux vertus curatives.
- Manoir de la Sansonnière, du XVe siècle.
- Manoir de la Grande Poterie.

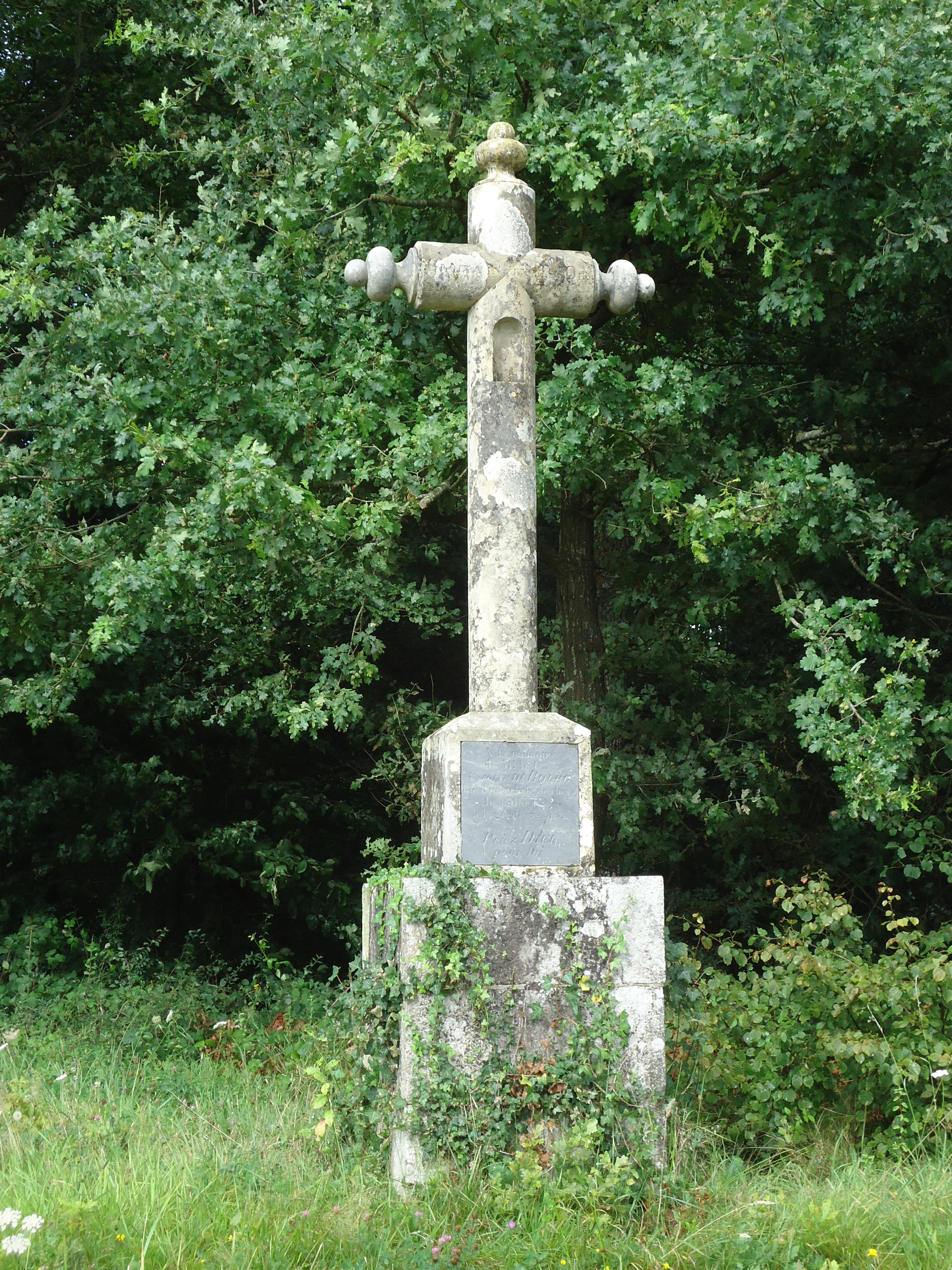
Le calvaire de Belouze.
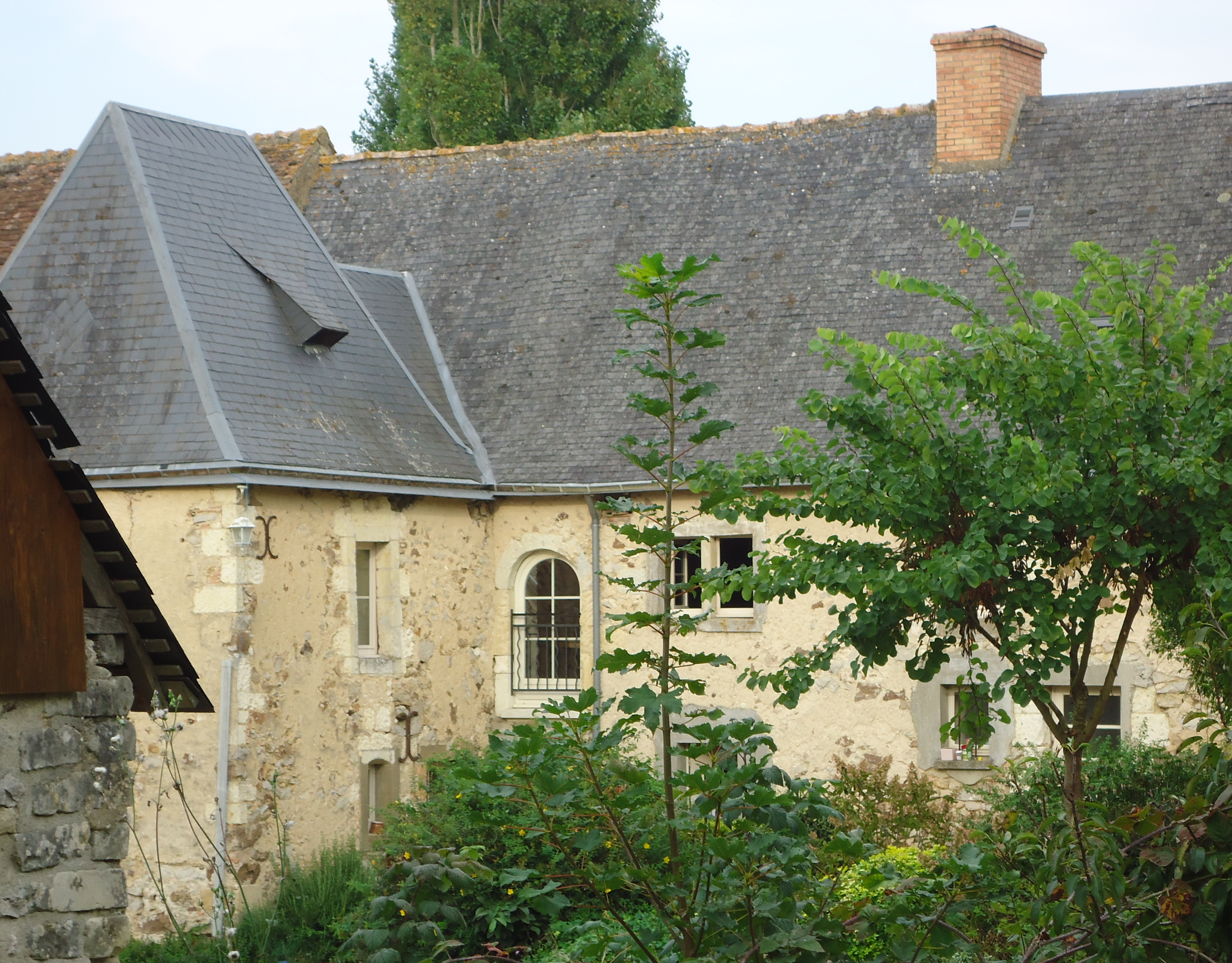
Le manoir de Saint-Laumer.
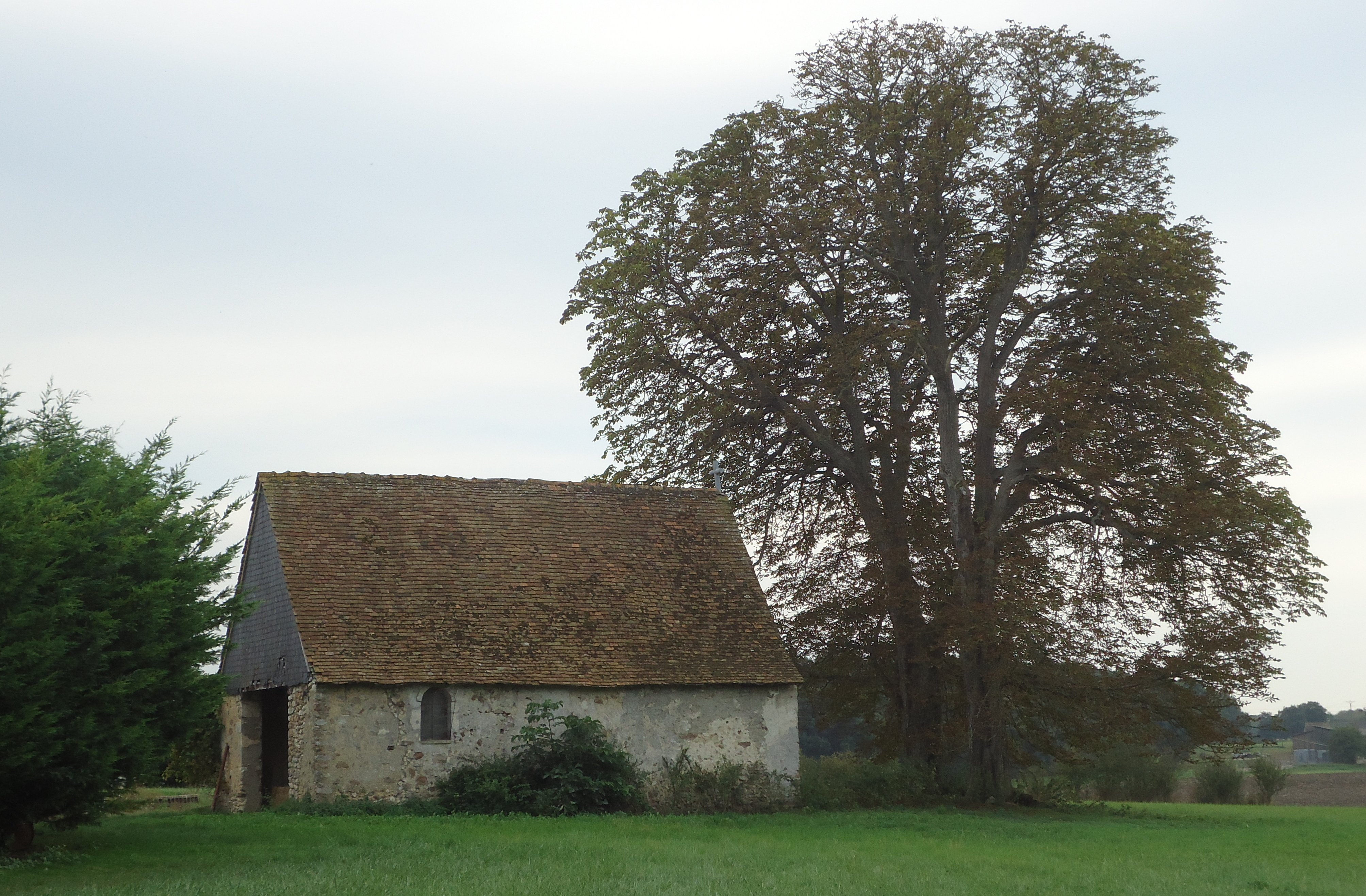
La chapelle de Saint-Laumer.
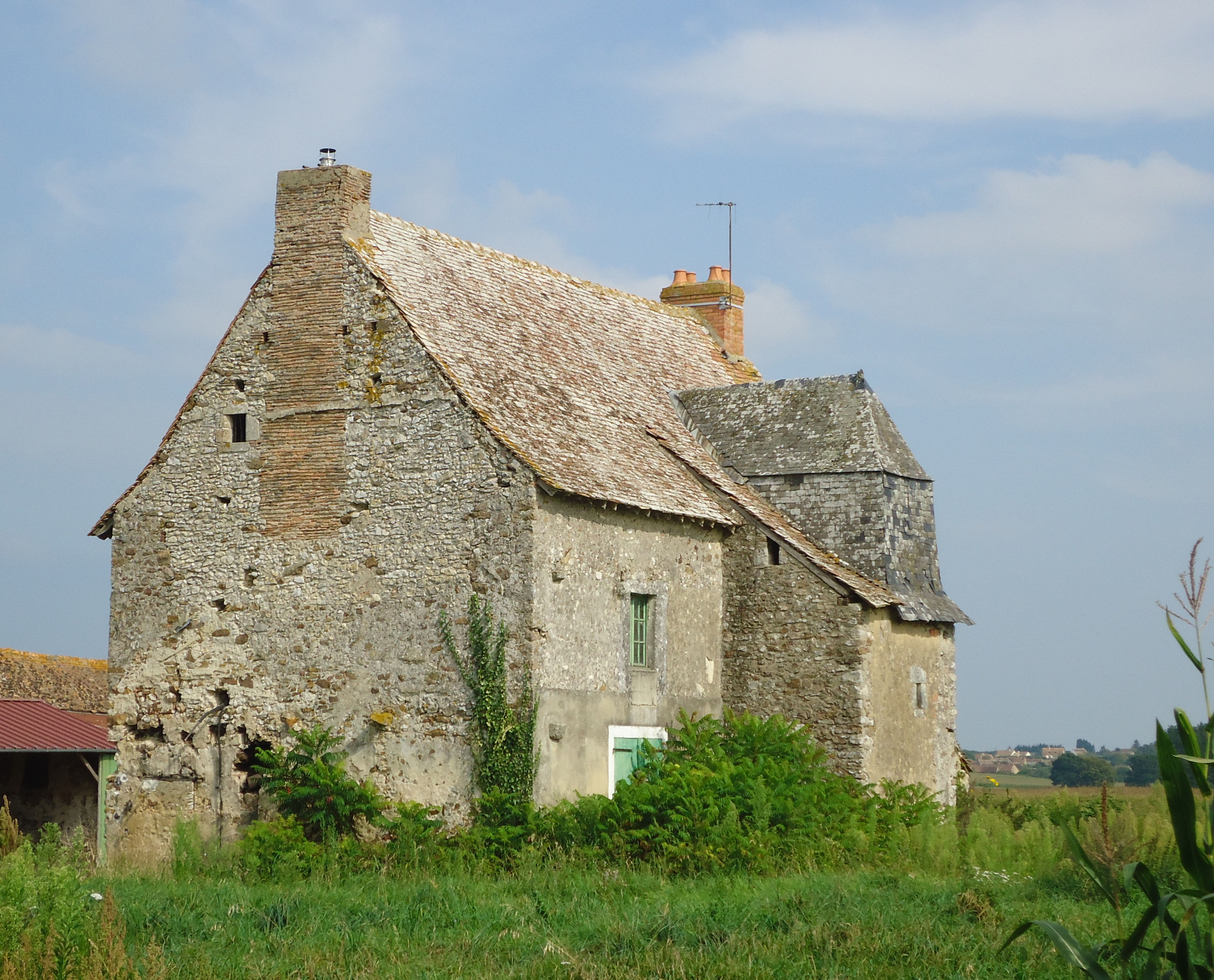
Le manoir de la Grande Poterie.